# Oktapodi
Pour plus de détails, voir Fiche technique et Distribution.
Oktapodi est un court métrage d'animation français. Réalisé en 2007 par six étudiants des Gobelins, il a été nommé pour concourir dans la catégorie des meilleurs courts-métrages d'animation à la 81e cérémonie des Oscars.

## Fiche technique

### Réalisation
- Julien Bocabeille
- François-Xavier Chanioux
- Olivier Delabarre
- Thierry Marchand
- Quentin Marmier
- Emud Mokhberi

### Musique
- Kenny Wood

### Son
- Julien Alves
- Vincent Hazard

### Production
- Gobelins, l'école de l'image

### Distribution
- Talantis Films

## Récompenses
- Nomination aux Oscar du meilleur court-métrage d'animation 2009
- Siggraph - Los Angeles 2008 - Best of Show et Audience Prize
- Hiroshima 2008 - Special International Jury Prize
- Anima Mundi - Rio de Janeiro 2008 - Best Student Film (Audience prize)
- Annecy 2008 - Prix Canal+